# 吳金淼
吳金淼（1915年—1984年），台灣客家人，出生於桃園市楊梅區，為台灣攝影家，1994年被譽為「楊梅攝影之父」。

## 生平

吳金淼照相館

吳金淼父母經營雜貨店，家中排行老大，從小喜歡讀書和繪畫，有著超高的繪畫天分，1926年12月25日參加楊梅庄役場在公會堂舉辦繪畫比賽，以一幅《松鶴圖》勇奪第一名，開啟其藝術之路。1935年6月取得「寫真營業許可證」，與吳金榮、吳明珠合開「吳金淼照相館」。1967年參與楊梅「天穿日」元宵花燈比賽，以真人演出的大型電動花車，一舉拿下冠軍。1994年楊梅錫福宮欲拆除重建，廟後伯公山上的百年老樹也將砍除，吳鑫淼也參與「護廟保山救樹」一張張老樹前的照片攝影，說明民眾，守護在地文化，意外讓吳金淼的攝影作品為世人所知，不僅做為楊梅地區影像紀錄有著無可取代的地位，更因此被譽為「楊梅攝影之父」的封號，1984年去世，享壽69歲。2015年9月22日楊梅區公所成立「吳金淼藝術廊」，以表彰已故攝影師吳金淼對人文藝術以及熱愛鄉土的貢獻。

## 家庭
家中有弟弟吳金榮、妹妹吳明珠。三人感情濃厚，終身未娶，為琴、書、畫、攝影相伴，奉獻其一生。

## 外部連結
- YouTube上的臺灣攝影家吳金淼